# Ballon d’Or 1992

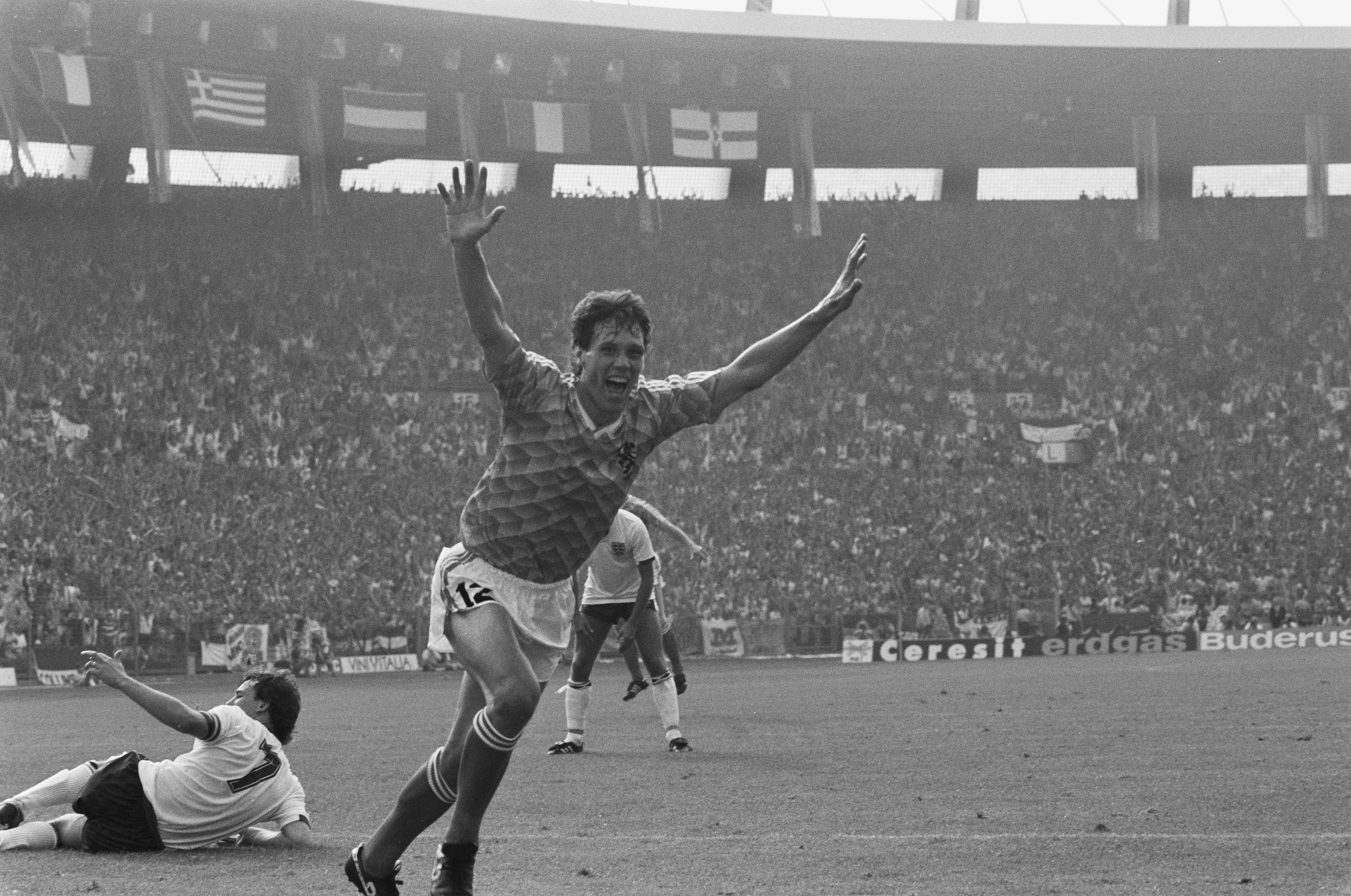
Marco van Basten im Jersey der Elftal 1988

Mit dem 37. Ballon d’Or (französisch für Goldener Ball) der Zeitschrift France Football wurde der Niederländer Marco van Basten, der seinerzeit bei der AC Mailand in Italien unter Vertrag stand, am 22. Dezember 1992 als „Europas Fußballer des Jahres“ mit 18 Punkten Vorsprung vor dem zu diesem Zeitpunkt für den FC Barcelona spielenden Bulgaren Christo Stoitschkow, der zwei Jahre später den Titel erhalten sollte, ausgezeichnet. Der Ballon d’Or wurde von einer Jury mit Sportjournalisten aus 29 Mitgliedsverbänden der UEFA verliehen. Van Basten wurde in 25 Ländern gewählt, dabei stand er elfmal an erster Position. Van Basten gewann als dritter Spieler nach seinem Landsmann Johan Cruyff (1971, 1973, 1974) und dem Franzosen Michel Platini (1983, 1984, 1985) zum dritten Mal die Auszeichnung.

## Ergebnis
| Platz | Spieler             | Nationalität | Verein(e) 1992                   | Punkte |
| ----- | ------------------- | ------------ | -------------------------------- | ------ |
| 01    | Marco van Basten    | Niederlande  | AC Mailand                       | 98     |
| 02    | Christo Stoitschkow | Bulgarien    | FC Barcelona                     | 80     |
| 03    | Dennis Bergkamp     | Niederlande  | Ajax Amsterdam                   | 53     |
| 04    | Thomas Häßler       | Deutschland  | AS Rom                           | 43     |
| 05    | Peter Schmeichel    | Dänemark     | Manchester United                | 41     |
| 06    | Brian Laudrup       | Dänemark     | FC Bayern München / AC Florenz   | 32     |
| 07    | Michael Laudrup     | Dänemark     | FC Barcelona                     | 22     |
| 08    | Ronald Koeman       | Niederlande  | FC Barcelona                     | 14     |
| 09    | Stéphane Chapuisat  | Schweiz      | Borussia Dortmund                | 111    |
| 10    | Frank Rijkaard      | Niederlande  | AC Mailand                       | 8      |
| 11    | Enzo Scifo          | Belgien      | AC Turin                         | 71     |
| 12    | Flemming Povlsen    | Dänemark     | Borussia Dortmund                | 6      |
| 13    | Henrik Larsen       | Dänemark     | Lyngby BK / AC Pisa              | 4      |
| 14    | John Jensen         | Dänemark     | Brøndby IF / FC Arsenal          | 3      |
| 14    | Paolo Maldini       | Italien      | AC Mailand                       | 3      |
| 16    | Henrik Andersen     | Dänemark     | 1. FC Köln                       | 2      |
| 16    | David Platt         | England      | AS Bari / Juventus Turin         | 2      |
| 16    | Tomas Brolin        | Schweden     | AC Parma                         | 2      |
| 16    | Jean-Pierre Papin   | Frankreich   | Olympique Marseille / AC Mailand | 2      |
| 20    | Franco Baresi       | Italien      | AC Mailand                       | 1      |
| 20    | Rune Bratseth       | Norwegen     | SV Werder Bremen                 | 1      |
| 20    | Andreas Herzog      | Österreich   | SK Rapid Wien / SV Werder Bremen | 1      |

1Quellenlage nicht eindeutig, Stéphane Chapuisat ggf. abweichend mit 10 und Enzo Scifo mit acht Punkten (siehe Weblink von RSSSF unten)